# ريتشارد هاولي تاكر
ريتشارد هاولي تاكر (بالإنجليزية: Richard Hawley Tucker)‏ هو عالم فلك أمريكي، ولد في 29 أكتوبر 1859 في مين في الولايات المتحدة، وتوفي في 31 مارس 1952 في بالو ألتو في الولايات المتحدة.